# Alfredo De Franceschini
Alfredo De Franceschini (Milano, 12 dicembre 1902 – Milano, 10 giugno 1959) è stato un allenatore di calcio e calciatore italiano, di ruolo centrocampista.

## Carriera
Dopo aver giocato nel Milan per quasi tutti gli anni venti, nel 1930 fu posto in lista di trasferimento; chiuse la carriera al Codogno, squadra che ebbe anche occasione di allenare.
Venne sepolto al Cimitero Maggiore di Milano.

## Statistiche

### Presenze e reti nei club
| Stagione        | Squadra         | Campionato      | Campionato | Campionato | Coppe nazionali | Coppe nazionali | Coppe nazionali | Coppe continentali | Coppe continentali | Coppe continentali | Altre coppe | Altre coppe | Altre coppe | Totale | Totale |
| Stagione        | Squadra         | Comp            | Pres       | Reti       | Comp            | Pres            | Reti            | Comp               | Pres               | Reti               | Comp        | Pres        | Reti        | Pres   | Reti   |
| --------------- | --------------- | --------------- | ---------- | ---------- | --------------- | --------------- | --------------- | ------------------ | ------------------ | ------------------ | ----------- | ----------- | ----------- | ------ | ------ |
| 1921-1922       | Milan           | PD              | 2          | 0          | -               | -               | -               | -                  | -                  | -                  | -           | -           | -           | 2      | 0      |
| 1922-1923       | Milan           | PD              | 19         | 0          | -               | -               | -               | -                  | -                  | -                  | -           | -           | -           | 19     | 0      |
| 1923-1924       | Milan           | PD              | 3          | 0          | -               | -               | -               | -                  | -                  | -                  | -           | -           | -           | 3      | 0      |
| 1924-1925       | Milan           | PD              | 24         | 0          | -               | -               | -               | -                  | -                  | -                  | -           | -           | -           | 24     | 0      |
| 1925-1926       | Milan           | PD              | 20         | 0          | -               | -               | -               | -                  | -                  | -                  | -           | -           | -           | 20     | 0      |
| 1926-1927       | Milan           | PD              | 13         | 0          | CI              | 1               | 0               | -                  | -                  | -                  | -           | -           | -           | 14     | 0      |
| 1927-1928       | Milan           | DN              | 16         | 0          | -               | -               | -               | -                  | -                  | -                  | -           | -           | -           | 16     | 0      |
| 1928-1929       | Milan           | DN              | 6          | 0          | -               | -               | -               | -                  | -                  | -                  | CEC         | 0           | 0           | 6      | 0      |
| Totale Milan    | Totale Milan    | Totale Milan    | 103        | 0          |                 | 1               | 0               |                    | -                  | -                  |             | 0           | 0           | 104    | 0      |
| Totale carriera | Totale carriera | Totale carriera | ?          | ?          |                 | ?               | ?               |                    | ?                  | ?                  |             | ?           | ?           | ?      | ?      |